# ژوزف فورلنز
ژوزف-نیکلا-بلز فورلنز (فرانسوی: Joseph-Nicolas-Blaise Forlenze‎؛ ۳ فوریهٔ ۱۷۵۷ – ۲۲ ژوئیهٔ ۱۸۳۳) یک جراح چشم‌پزشک اهل ایتالیا و ساکن فرانسه بود. 
او یکی از مهمترین چشم‌پزشکان دنیا، مابین قرون ۱۸ تا ۱۹ میلادی بود و بیشتر در فرانسه و در دوران امپراتوری اول فرانسه بابت عمل جراحی کاتاراکت شهرت داشت. او به سبب مشارکت‌های مهم پزشکی خود برندهٔ نشان شوالیهٔ لژیون دونور و نشان سنت مایکل و سنت جورج شد.